# Union Loop
Pour les articles homonymes, voir Loop.
L'Union Loop (habituellement appelé Loop) est la boucle aérienne du métro de Chicago située au cœur du centre-ville, délimitée par Lake Street au nord, Wabash Avenue à l'est, Van Buren Street au sud et Wells Street à l'ouest. La boucle supporte cinq lignes du métro interconnectées. L'Union Loop tient son nom du tracé en forme de boucle situé dans le secteur financier du Loop de Chicago (un des 77 secteurs communautaires de la ville de Chicago et deuxième plus important quartier d'affaires des États-Unis, après celui du Midtown Manhattan à New York).
L'Union Loop est géré par la Chicago Transit Authority (CTA).

## Le Loop aujourd'hui
Construit sur des viaducs de fonte, le Loop est long de 3 280 mètres. Les lignes rose, brune, orange, verte et mauve parcourent la boucle aérienne pour desservir le centre-ville de Chicago (Illinois). Les huit stations de la boucle représentent chaque jour un transit de près de 65 000 voyageurs. La vitesse y est limitée à 15 km/h aux aiguillages. Deux tours contrôlent les entrées et les sorties des rames sur le Loop : la tour 12 au sud-est (à l'angle de Wabash Avenue et Van Buren Street) contrôle les lignes orange et verte vers la South Side Main Line tandis que la tour 18 au nord-ouest (à l'angle de Lake Street et Wells Street) contrôle les lignes verte, rose, brune et mauve en provenance de la Lake Branch et de la North Side Main Line.
Seule la ligne verte le traverse de part en part, ne desservant que cinq stations en continuant son chemin, les lignes rose, brune, orange et mauve y font demi-tour. Les lignes orange, mauve et rose y roulent dans le sens des aiguilles d'une montre, tandis que la ligne brune fait l'inverse.
Les lignes souterraines bleue et rouge s'arrêtent aussi fréquemment dans le centre, même si elle n'empruntent pas ce loop aérien. La seule vraie station de correspondance entre le loop et les lignes souterraines se trouve à Clark/Lake. La correspondance est possible à d'autres endroits comme à State/Lake, mais se fait par la voirie.
Le Loop n'est connecté à aucun autre système de transport en commun. Le principal point de correspondance avec les trains de banlieue de Chicago se trouve à proximité de Grant Park et de Michigan Avenue, à 600 mètres à pieds de la station Washington/Wabash, juste derrière l'Art Institute of Chicago. Il s'agit de la gare Metra de Millennium Station (Randolph Street Station avant 2005).
La sécurité dans les transports en commun de Chicago, sur l'Union Loop et le reste du réseau du métro est assurée par le Chicago Police Department (CPD), la police de la ville de Chicago.
Plusieurs stations Divvy, le système de vélocation en libre service et en location longue durée de la ville de Chicago, se trouvent à proximité des stations de l'Union Loop.

### Les stations du Loop
| Station                                   | Lignes | Lieux à proximité |
| ----------------------------------------- | ------ | --- |
| Washington/Wells                          | █      | Civic Opera House, Chicago Mercantile Exchange Correspondance vers le Metra via le Ogilvie Transportation Center |
| Quincy                                    | █      | Willis Tower, Federal Reserve Bank of Chicago Correspondance vers le Metra et l'Amtrak via Union Station |
| LaSalle/Van Buren                         | █      | Chicago Board of Trade Building, Chicago Board Options Exchange, Centre correctionnel métropolitain de Chicago Correspondance vers le Metra via LaSalle Street Station Correspondance █ : Station LaSalle (1 block au sud) |
| Harold Washington Library-State/Van Buren | █      | Harold Washington Library, Monadnock Building, Flamingo, Fine Arts Building, Congress Plaza Hotel, Auditorium Building Correspondance █ : Station Jackson.                                                                 |
| Adams/Wabash                              | █      | Grant Park, Buckingham Fountain, Art Institute of Chicago, Symphony Center, Railway Exchange Building Correspondance vers le Metra via Van Buren Street Station                                                            |
| Washington/Wabash                         | █      | Marshall Field's, Chicago Cultural Center, Millennium Park Correspondance vers le Metra via Millennium Station |
| State/Lake                                | █      | Chicago Theatre, Gene Siskel Film Center, Virgin Hotels Chicago Correspondance █ : Station Lake |
| Clark/Lake                                | █      | Hôtel de ville de Chicago, James R. Thompson Center, Monument à la bête debout, Richard J. Daley Center, Chicago Picasso                                                                                                   |

## Son histoire

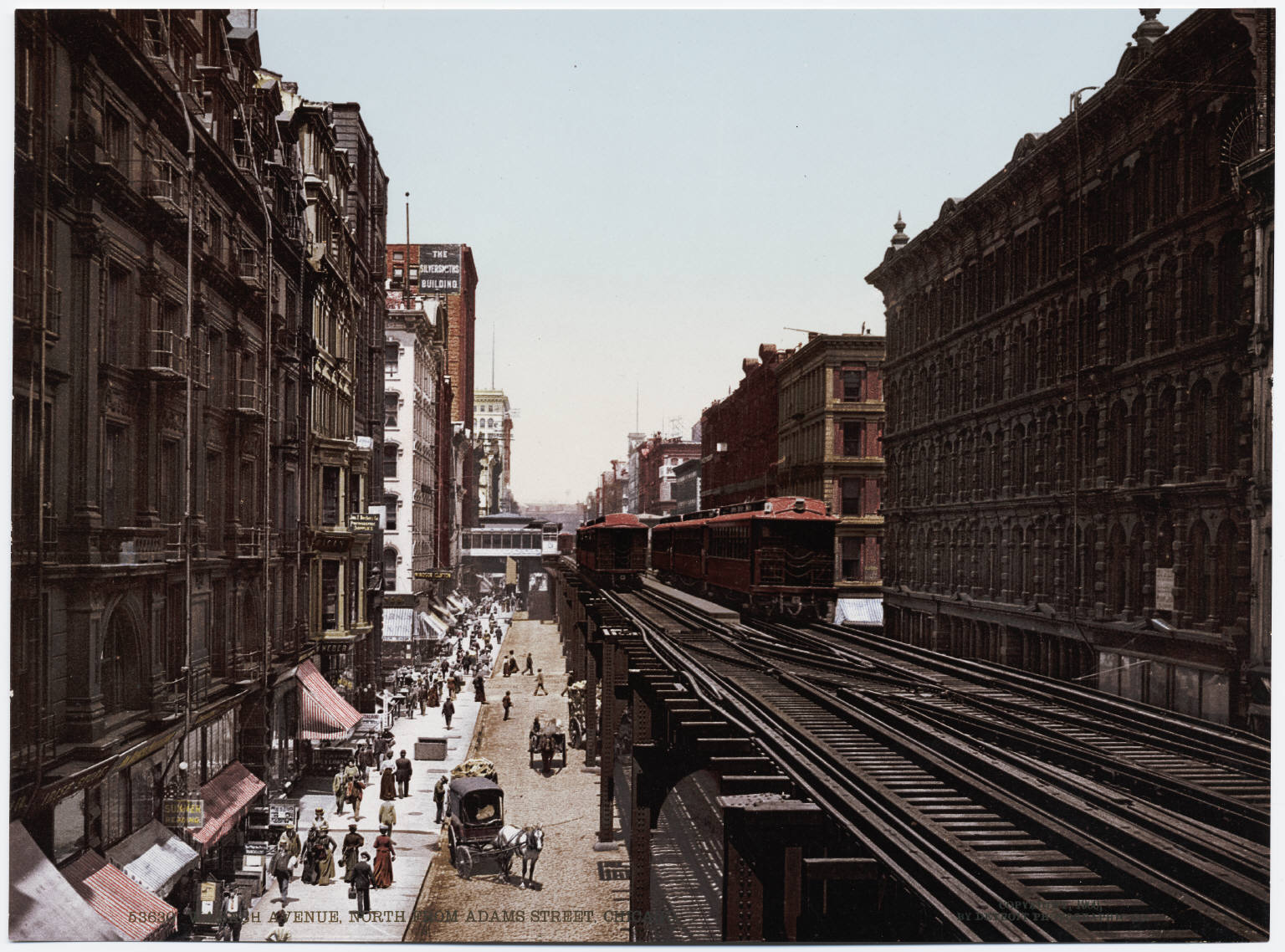
Carte postale du début du XXe siècle au croisement de Wabash Avenue et Adams Street.

Tout au long de son existence, le Loop a coexisté avec de fortes pressions politiques et civiques afin de le supprimer en faveur de nouvelles voies souterraines. Ses projets remontent au début du XXe siècle et les plans prévoyaient de creuser dans l'argile bleue en suivant le tracé des tunnels de fret appartenant à la Chicago Tunnel Company (CTC).
Pourtant l'Union Loop est resté tranquillement ce qu'il a toujours été depuis ses débuts à la fin des années 1890 jusqu’à nos jours. Son réseau ferroviaire a été retravaillé pour s'adapter à l'évolution des modes de fonctionnement et aux nouvelles rames. Des stations ont été ajoutées, allongées, consolidées ou fermées et démolies en réponse à l'évolution des habitudes des passagers ou des adaptations urbanistiques des quartiers qui l'entourent.
Une seule station a été entièrement reconstruite au cours des vingt dernières années (Clark/Lake) et plusieurs ont été remplacées par de nouvelles stations (Harold Washington Library-State/Van Buren et Washington/Wells) afin de les rendre accessibles aux personnes à mobilité réduite.
Depuis son ouverture en octobre 1897, l'Union Loop a toujours fourni des services de transport ferroviaire rapide dans le quartier central des affaires de Chicago. Sa construction a également permis l'interconnexion des différents services de métropolitain des quatre différentes compagnies de l’époque.
Bien que considéré comme lent, bruyant, laid, obstruant la lumière, l'air et l'activité au niveau de la rue, il est néanmoins devenu aujourd’hui un symbole, une institution, dont la suppression a été un objectif déclaré de chaque plan de développement des transports pour la ville de Chicago pendant plus de quatre-vingts ans mais dont aucun n'a eu raison.

### Sa construction

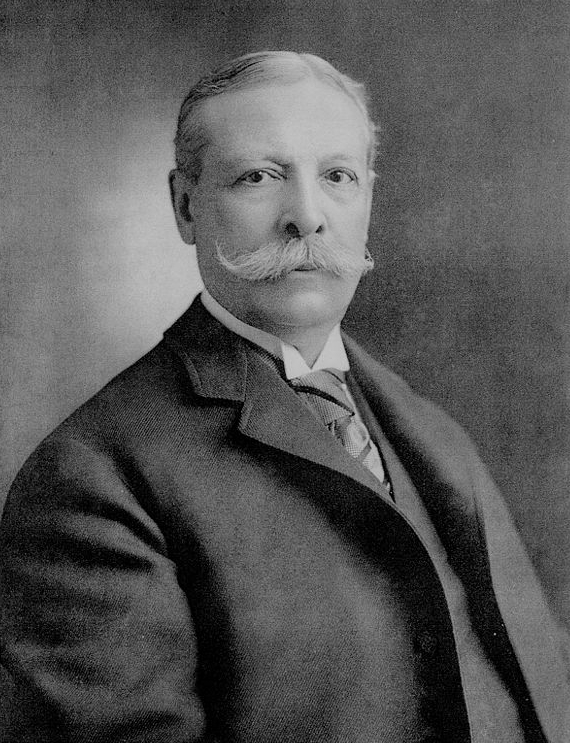
L'instigateur du Loop : Charles Yerkes.

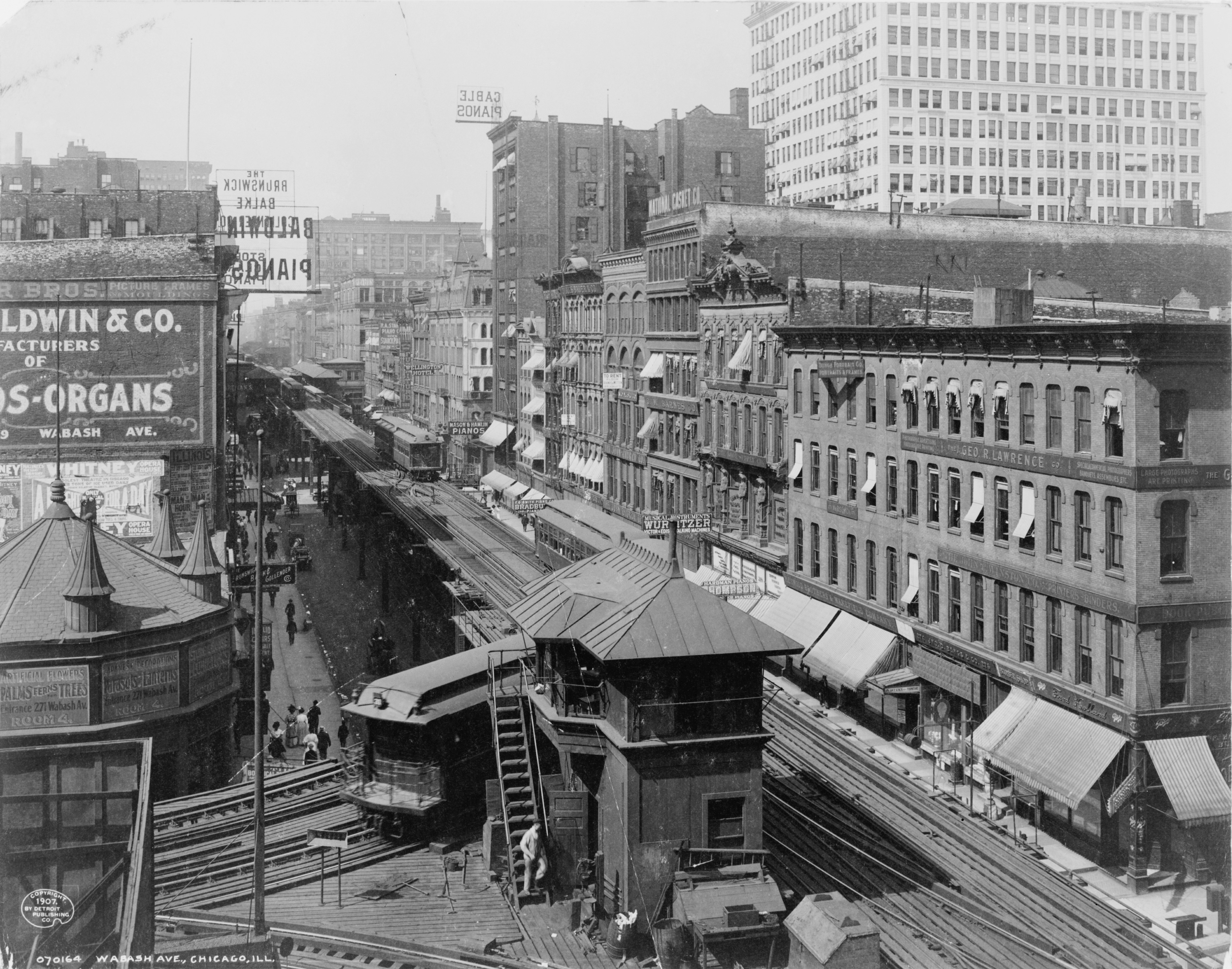
Une rame sur le Loop à hauteur de Wabash Avenue en 1900.

Avant la construction de l'Union Loop, il existait déjà trois compagnies de métropolitain à Chicago : la South Side Elevated, la Lake Street Elevated, et la Metropolitan West Side Elevated. Chacune des trois compagnies avait son propre terminal à l'entrée du centre-ville de Chicago dénommé Loop.
Charles Yerkes, fort de son influence et du contrôle du système de tramways dans la ville dirigea les discussions afin d'établir des liens entre les 3 sociétés. Après avoir obtenu les signatures des riverains concernés Charles Yerkes lança les travaux du Loop en 1895.
Le Loop fut construit sur base de trois segments: le pont de la Lake Street Elevated qui s'arrêtait à Wells Street fut prolongé sur le côté nord en 1895, avant que le côté ouest n'ouvre sur Wabash Avenue en 1896 et que les côtés est sur Wells Street et sud sur Van Buren Street ne soient terminés en 1897. En 1897, Charles Tyson Yerkes investit ses fonds dans la quatrième compagnie, la Northwestern Elevated.
À l'origine, il y avait douze stations, avec trois stations de chaque côté du Loop mais peu après son ouverture, l'arrivée de la Northwestern Elevated impliqua la suppression de la station Fifth/Lake.
De la construction du Loop naît une polémique politique : Charles Yerkes, instigateur du projet de l'Union Loop, profite de la franchise cédée par la ville pour cinquante ans pour instaurer et faire payer aux trois autres compagnies un droit de passage.
Le nom d'Union Loop vient du fait que les quatre compagnies partageaient leurs rails sur la boucle centrale avant de rejoindre les voies séparées chacune de leur côté. Le nom d'Union Loop est aujourd'hui désuet et son diminutif de « Loop » est utilisé par tous les chicagoans.

### 1939: Le premier plan de restructuration du Loop
Alors que les premiers coups de pioches sont donnés dans le cadre de la construction des tunnels de métro, sous State Street (State Street Subway) et sous Dearborn Street (Milwaukee-Dearborn Subway), La ville de Chicago, l'État de l'Illinois et le Chicago Rapid Transit (qui regroupe les 4 grandes compagnies de métro existantes à cette époque) publient en octobre 1939, un plan de 80 km de nouvelles voies de métro devant être terminé en 1960.
Ce plan prévoyait la construction de lignes souterraines sous Lake Street, Washington Street, Jackson Street et Wells Street ainsi que la prolongation des tunnels en construction sous State Street et Dearborn Street. Il suggérait une combinaison du rail et des nouvelles installations d’autoroutes prévues vers les banlieues de Chicago (méthode qui fut effectivement utilisée sur la Dan Ryan Branch, La Congress Branch et la O'Hare Branch). Outre les désagréments esthétiques du Loop, le plan insistait sur le fait que la construction même de tunnels en lieu et place des viaducs permettraient une meilleure croissance du quartier financier de Chicago.
Ce premier plan fut ignoré à la suite des difficultés financières de la ville en temps de guerre et des retards de construction dans les deux tunnels de métro : le State Street Subway et le Milwaukee-Dearborn Subway.

### 1958: De nouveaux horizons pour la CTA

Proposée en 1958, la station de correspondance entre Wells Street et Congress Street.

Proposée en 1968, la station de correspondance entre le Milwaukee-Dearborn Subway et Monroe Street.

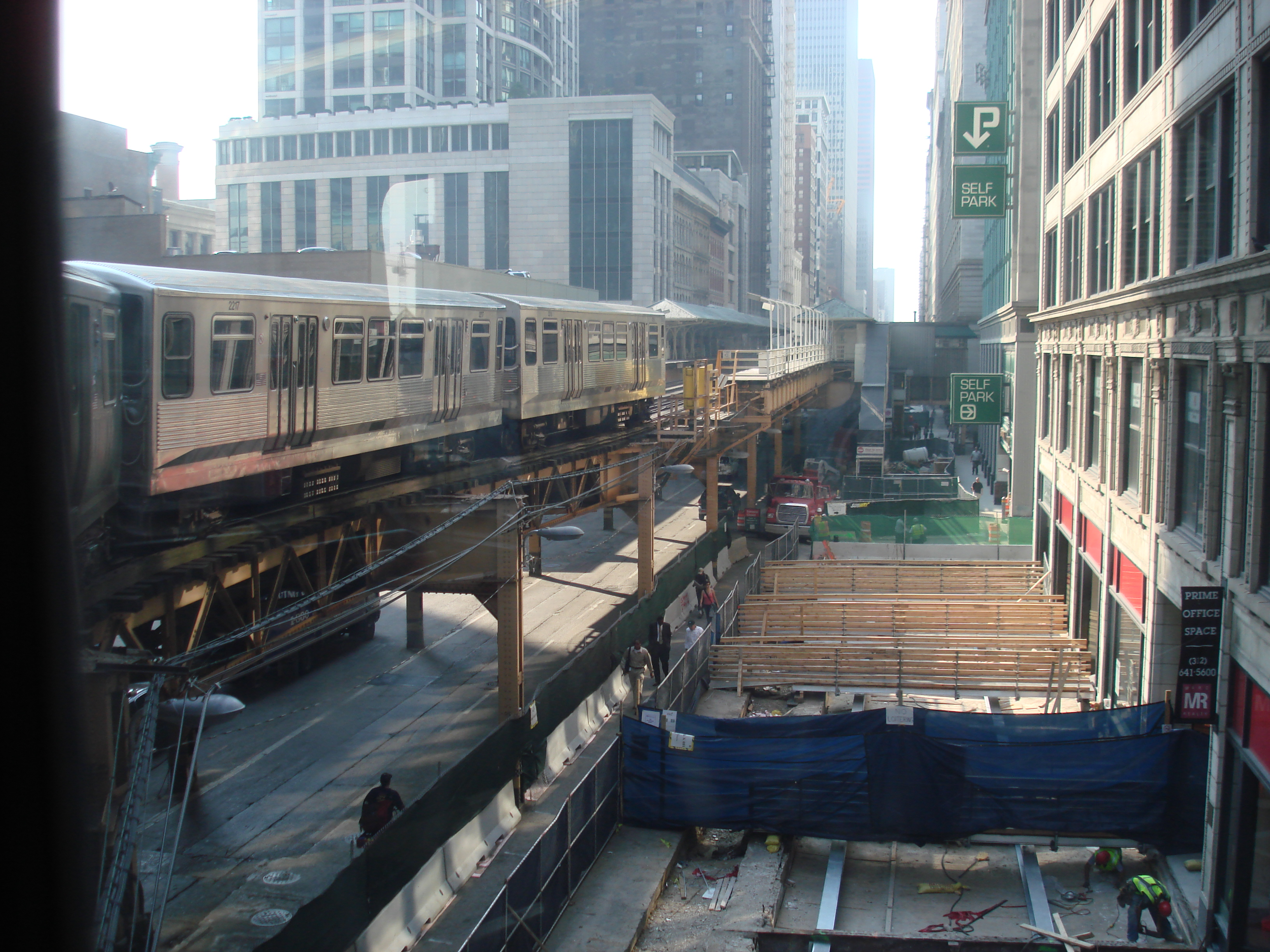
Virage sur Wabash Avenue.

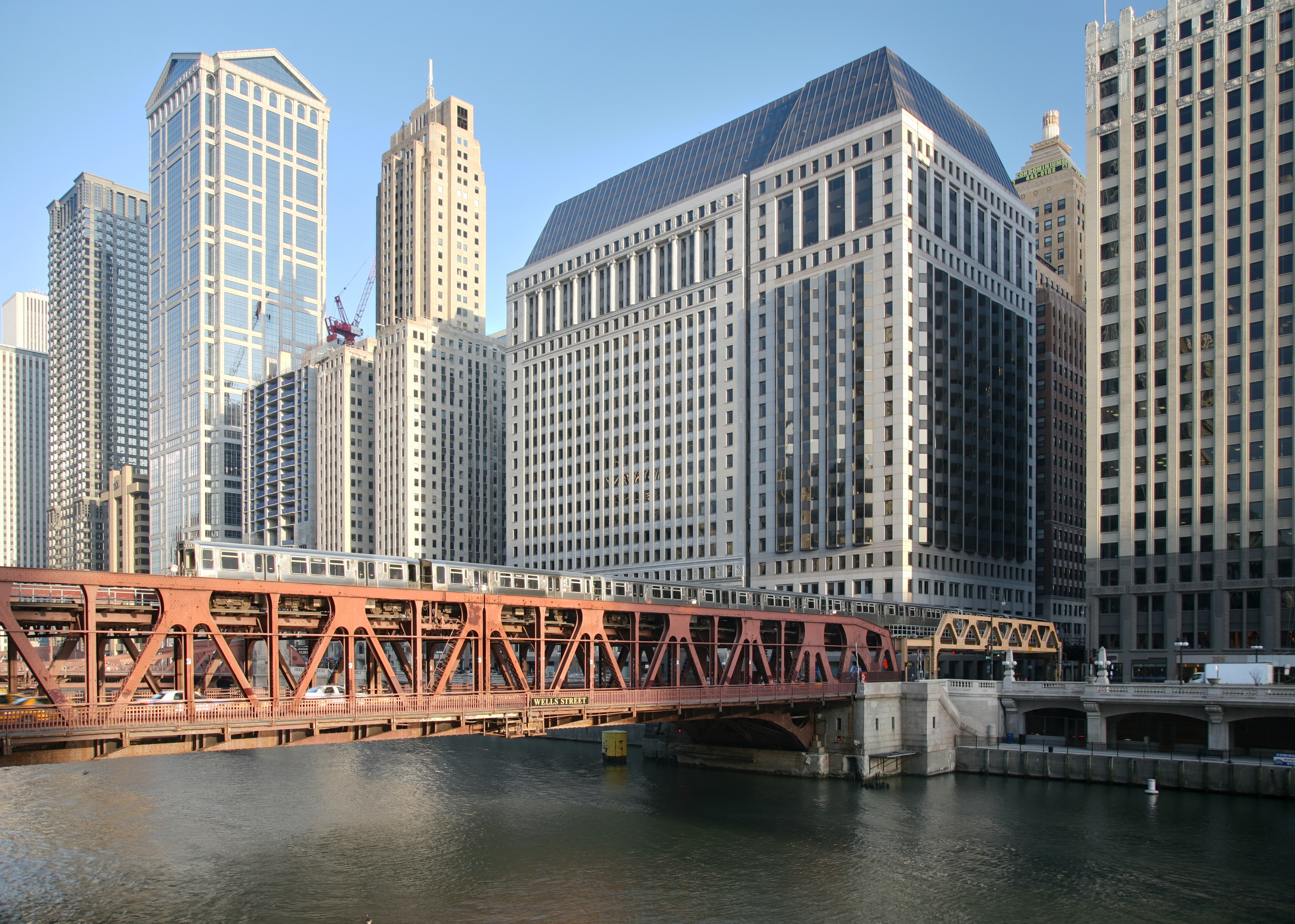
Vue du pont de Wells Street sur la rivière Chicago.

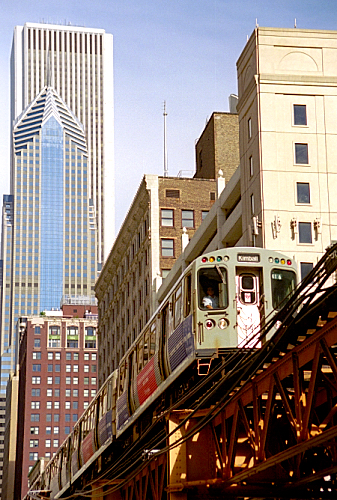
Rame en direction de Kimball sur la ligne brune.

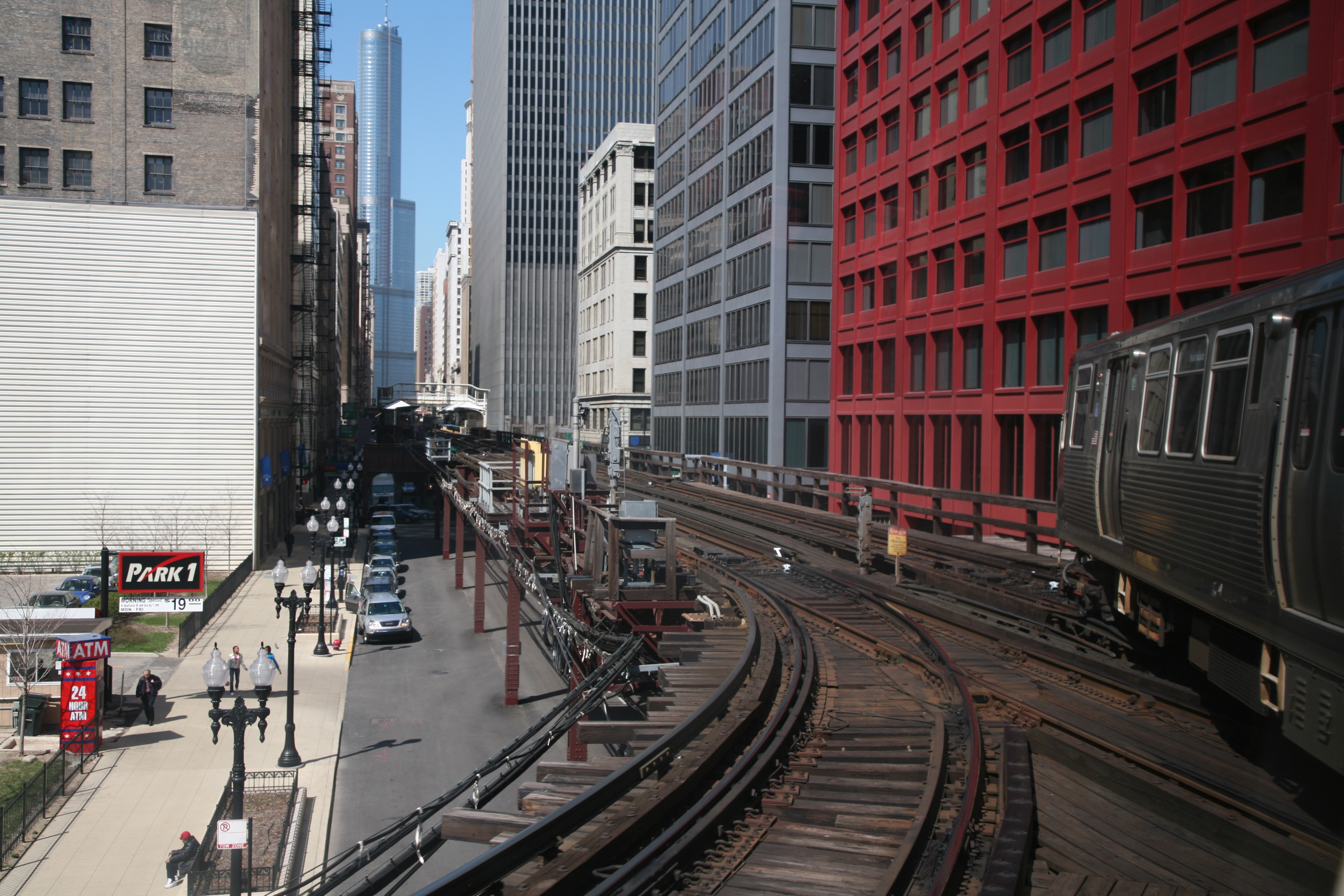
Aiguillage sud-est (tour 12) du Loop devant le 333 South Wabash.

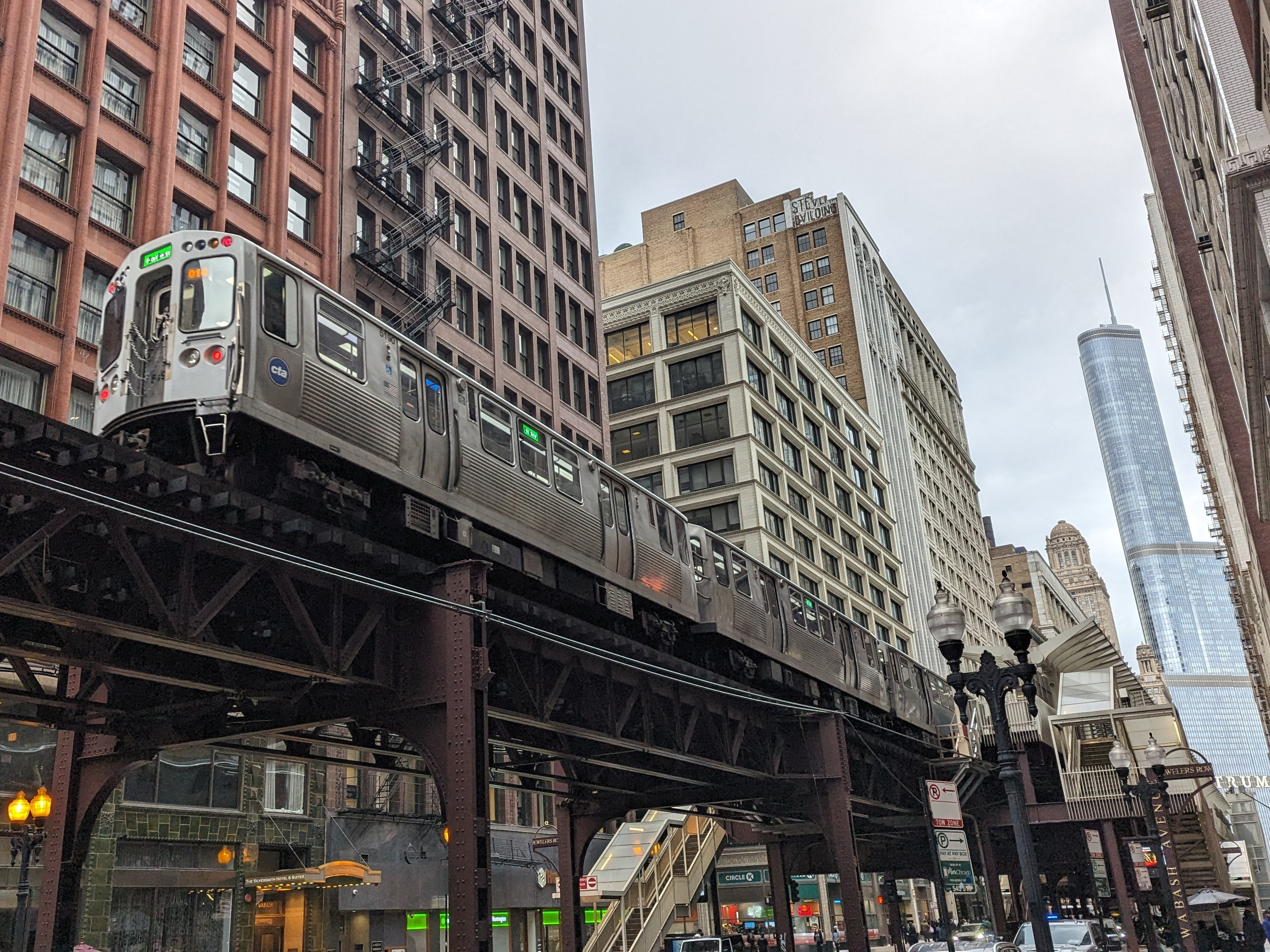
Une rame de la ligne verte.

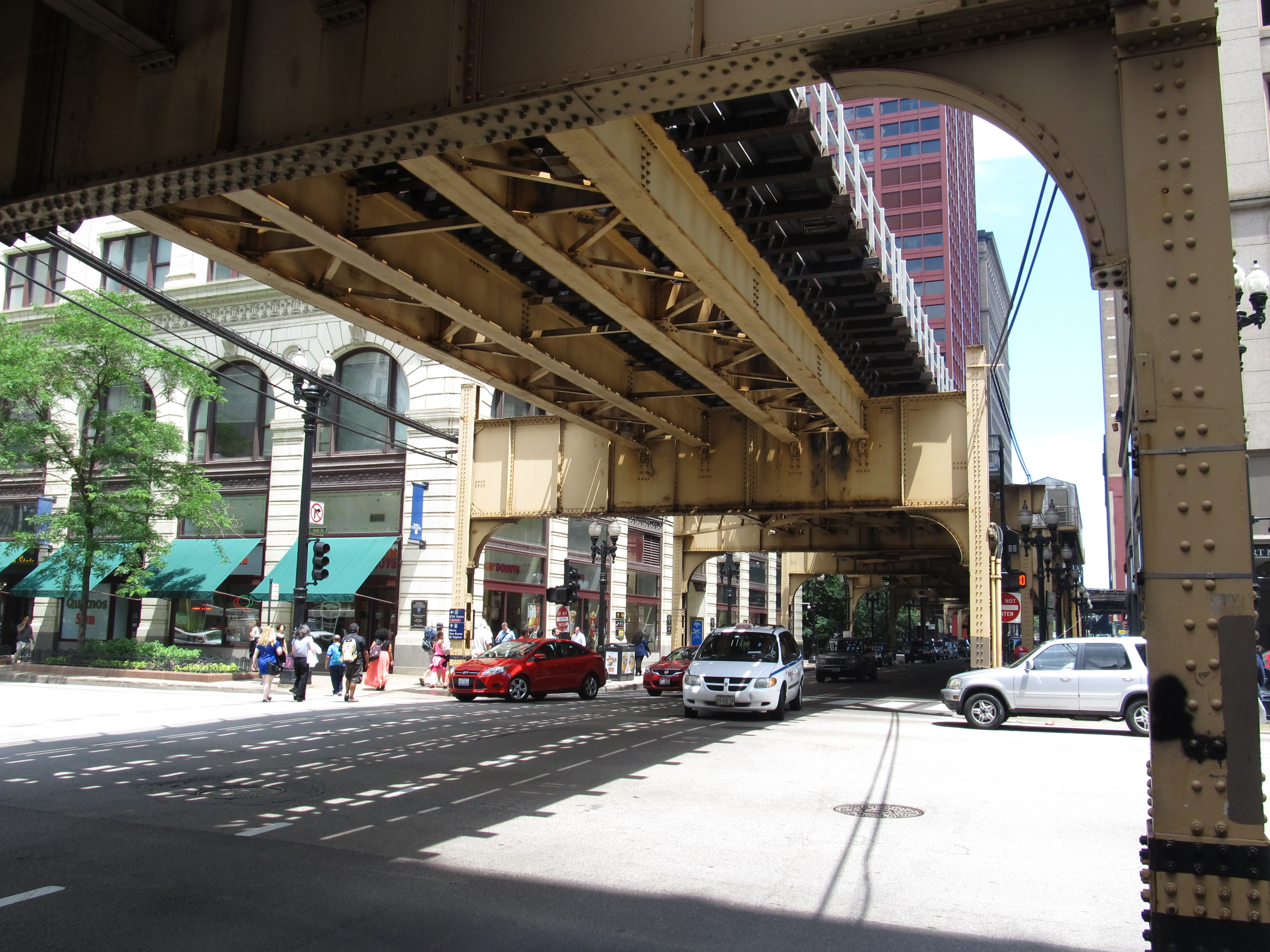
Vue sous les rails du Loop.

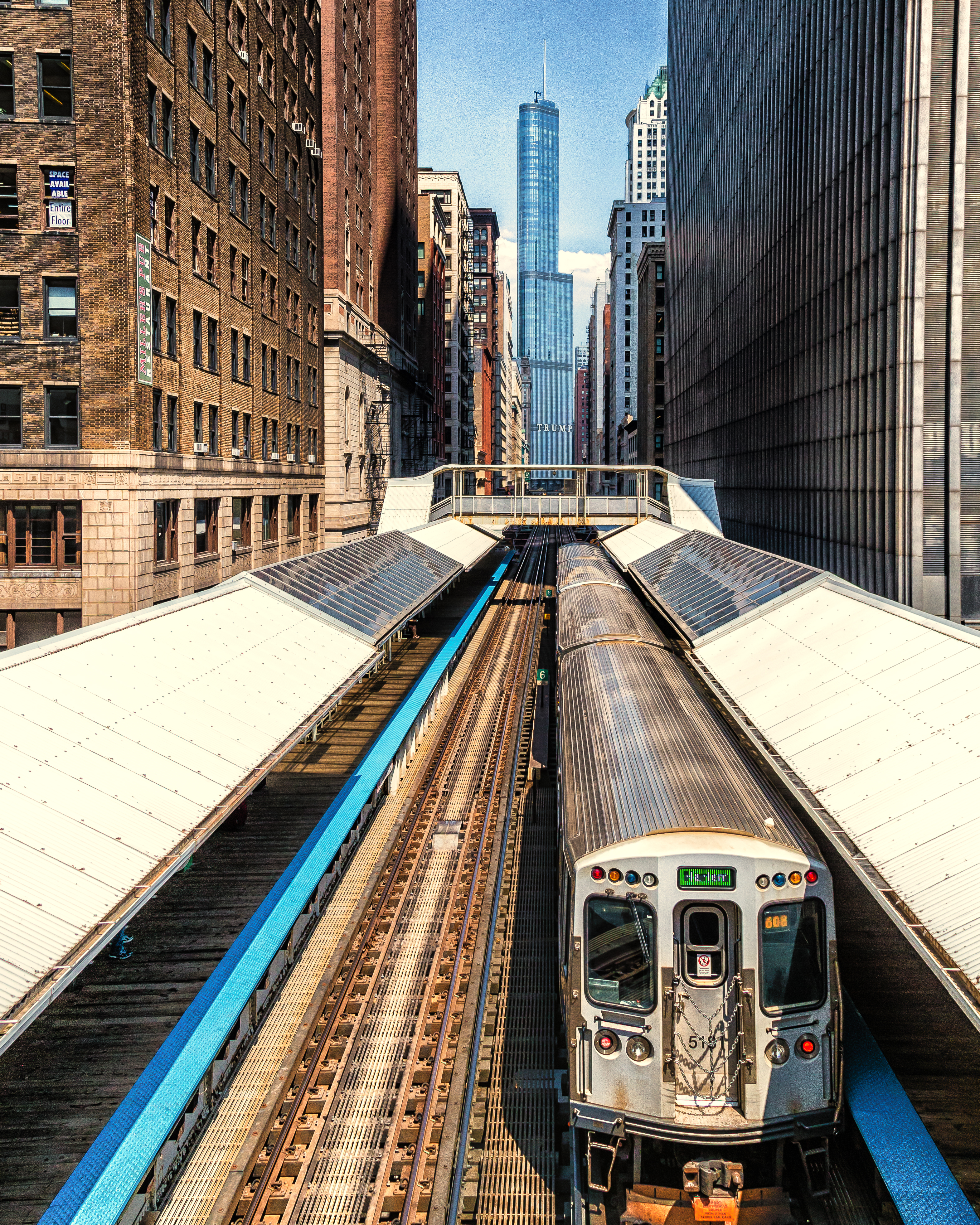
La Trump International Hotel and Tower vue depuis la station Adams/Wabash.

La Chicago Transit Authority (CTA), née de la fusion des quatre compagnies de métropolitain de Chicago en 1947, s’attela dans un premier temps à rentabiliser les infrastructures existantes. En 1958, les dirigeants de la CTA lancèrent une première mondiale avec la mise en service de la Congress Branch au milieu de l'autoroute du même nom. Ils décidèrent de se tourner vers le futur en présentant un nouveau plan de réaménagement du réseau de métro de Chicago pour les vingt années suivantes et un budget de 315 millions de dollars
Ce projet couplant autoroute et transport en commun fut considéré, à raison, comme une réussite et c'est ainsi que la CTA voulue, en suivant le plan de 1939, profiter de l'ouverture d'autres autoroutes pour prolonger les existantes ; la CTA présenta donc des projets similaires (et réalisés) vers l'aéroport international O'Hare au nord ouest et vers 95th/Dan Ryan au sud mais surtout l'idée d’enfouir le Loop dans le sol, Chicago refit surface tout en supprimant définitivement les viaducs aériens.
Le but était de créer un nouvel accès nord-sud sous Wells Street en le reliant au projet vers 95th/Dan Ryan mais aussi de percer un tunnel perpendiculaire est-ouest aux trois autres sous Washington Street et parallèlement sous Jackson Street avec un nouveau terminus sous Grant Park en correspondance avec le réseau Metra à la Millennium Station pour les deux lignes. Les autres points concernaient la rénovation de structure existante sur le réseau et le renouvellement des véhicules.
Finalement de ce plan de 1958, seuls les aménagements liés au Loop ne virent jamais le jour, la priorité ayant été donnée aux autres points d’améliorations du réseau.

### 1968: LeChicago Central Area Transit Project
Cette étude lancée en 1965 fut financée par des organismes fédéraux tels que l'Administration Service, le Département du Logement et du Développement urbain des États-Unis (US Department of Housing and Urban Development, USHUD) le Département des Transports des États-Unis (United States Department of Transportation, USDOT).
L'étude pour le développement urbain de Chicago a été menée par la ville de Chicago, la Chicago Transit Authority et d'autres organismes publics ayant un intérêt dans la maximisation des transports publics et le développement du quartier financier. Après l'échec des autres projets visant le Loop, les principaux objectifs étaient de produire un plan définitif pour améliorer la circulation de transports en commun rapides et l'acheminement plus rapide des passagers dans le Loop.
Une fois de plus les ponts en acier ceinturant le centre-ville furent remis en question, en tenant compte cette fois-ci de l'augmentation du trafic et du nombre de passagers et en prenant compte des facteurs architecturaux et environnementaux, des exigences opérationnelles et des méthodes potentielles de financement du système.
En avril 1968, l'étude dénommée Chicago Central Area Transit Project a abouti à un rapport exhaustif de trois volumes qui a recommandé la construction de 24 km de métro souterrains afin de remplacer les anciennes lignes élevées dans le centre de Chicago, et principalement le Loop.
Ce rapport prévoyait notamment l'élargissement de celui-ci par le remplacement des voies sur viaduc et la construction d'pune nouvelle ligne souterraine en boucle sous Randolph Street, Franklin Street, Van Buren Street et Wabash Avenue, sous les lignes existantes du State Street Subway, du Milwaukee-Dearborn Subway et la construction d’un tunnel est-ouest sous Monroe Street.
Le remplacement de plusieurs viaducs menant au Loop par de nouveaux tunnels était également prévu, comme sous Lake Street, Wells Street ou encore Roosevelt Avenue.
Le plan prévoyait de commencer la construction du métro en 1969, avec un système d'ouverture par étapes entre 1973 et 1978.
Selon les prévisions du rapport, la nouvelle boucle aurait dû, grâce à ses nouvelles connexions, transporter 390 000 passagers par jour en 1990.
Le coût prévu de la construction de la boucle, distributeur de systèmes de métro[pas clair] était de 478 millions de dollars en 1969 avec un taux d'inflation de 5 %. La hausse improbable de ce dernier entre 8 et 11 % aura eu raison du projet de nouvelle boucle et ce même si en janvier 1971, une demande de subvention de 500,4 millions de dollars fut introduite pour sa réalisation et celle des autres projets présentés en même temps par la CTA.
Vu les controverses, le projet fut réanalysé par un nouveau cabinet de consultants (American Betchel). La décision fut prise d'attribuer les sommes destinées au nouveau Loop au remplacement des viaducs de l'ancien et de conserver le réseau en état, en prolongeant ses lignes vers de nouveaux pôles en dehors du centre (comme la nouvelle liaison sous Monroe, vers l'aéroport international O'Hare ou l'aéroport international Midway, par exemple).

### 1975: La protection du Loop
Malgré le budget prévu épuisé, un nouveau projet toujours dans le cadre du Chicago Central Area Transit Project vit le jour et fut présenté en novembre 1975 afin de tout de même construire une ligne sous Franklin Street et de prolonger le tunnel construit sous Monroe.
Ces travaux auraient permis de relier le nord et le sud par le nouveau tunnel de Evanston (ligne mauve) à la Englewood Branch (ligne verte). Le Loop aurait alors été partiellement démonté avec l'optique de la nouvelle construction de relier le viaduc de Lake Street vers Midway (ouvert en 1993) via Wabash Avenue. Prévus en janvier 1979, ils auraient dû être achevés en décembre 1983. Peu apprécié par le public, le projet prit finalement un grand coup d'accélérateur à la suite du grand déraillement de 1977 (voir plus bas) provoquant la mort de 11 passagers. Choqué par l'accident (pourtant le seul à ce jour), plusieurs indécis se rallièrent à l'idée de remplacer progressivement le Loop.
Un mouvement de protection s'éleva contre cette décision et associa l'image du métro de Chicago à celle des Cable Cars de San Francisco sans pourtant nier la nécessité d'améliorations à apporter en matière de sécurité tout en conservant le Loop dans son état. Un autre groupe, à savoir l'American Institute of Architects de Chicago, alla encore plus loin en essayant d'assimiler le Loop à Chicago comme la Tour Eiffel à Paris. Ils défendirent avec véhémence son démantelage et déclarèrent que ce serait une catastrophe de démolir un si glorieux exemple de l'utilisation de la ville de Chicago de l'acier et de la fierté des Chicagoans qui ont construit les éléments du loop.
En 1979, la maire de Chicago Jane Byrne et le gouverneur de l'Illinois James R. Thompson parvinrent à un accord par lequel le projet du métro sous Franklin Street devait être annulée, le Loop conservé et amélioré en privilégiant la finition des chantiers vers l'aéroport international O'Hare ou d'autres améliorations afin d'améliorer le service aux passagers.

### 1977: Le déraillement sur le Loop
L'accident le plus meurtrier du métro de Chicago se produisit sur le Loop le 4 février 1977. Diffusées largement dans le monde, les images du train déraillé reste comme l'incident le plus marquant de l'histoire du métro de Chicago. Onze personnes furent tuées et cent quatre-vingts autres blessées. Après l'accident, plusieurs déviations des rames furent mises en place, le temps d'effectuer les réparations nécessaires.

#### Déroulement
En raison des retards et de la saturation de la voie, les trains furent stoppés aux stations et entre celles-ci. Ignorant la signalisation et les instructions de sécurité, une rame redémarra de la station State/Lake et percuta à 17 h 27 la rame en attente vers la station Randolph/Wabash. Malgré la faible vitesse de 22 km/h, le conducteur de la rame suivante ne relâcha pas l'accélérateur. Le train percuté, se trouvant dans le virage, fut soulevé et termina sa course sept mètres plus bas sur le trottoir.
Le conducteur de la rame fautive fut poursuivi pour non-respect des règles de sécurité. Les rames furent rapidement déblayées et le service reprit le lendemain à 6 h 30.

### Les stations fermées du Loop
Les plans originaux prévoyaient douze stations sur le loop, soit trois de chaque côté. Le service ouvrit sous cette configuration, mais la station Fifth/Lake fut fermée quatre ans plus tard, afin de construire l'entrée de la ligne de la Northwestern Elevated sur son emplacement. Quatre autres stations furent ensuite fermées par la Chicago Transit Authority, afin de permettre l'accueil de plus de passagers dans les stations avoisinantes et d'accroître la vitesse de circulation des rames.
Seul le côté est du Loop reste inchangé depuis son ouverture.
| Station            | Localisation | Date de fermeture                                                                            |
| ------------------ | --- | -------------------------------------------------------------------------------------------- |
| Fifth/Lake         | Croisement de Wells Street et de Lake Street, avant le virage au coin nord-ouest du Loop (à l'endroit où se trouve la tour 18 aujourd'hui. | 17 décembre 1899                                                                             |
| Dearborn/Van Buren | Croisement de Dearborn Street et de Van Buren Street, sur le sud du Loop                                                                   | 1er avril 1949, remplacée par la station Harold Washington Library-State/Van Buren en 1997   |
| State/Van Buren    | Croisement de State Street et de Van Buren Street, sur le sud du Loop                                                                      | 2 septembre 1973, remplacée par la station Harold Washington Library-State/Van Buren en 1997 |
| Madison/Wells      | 1, North Wells Street, sur le côté ouest du Loop                                                                                           | 30 janvier 1994, remplacée par la station Washington/Wells                                   |
| Randolph/Wells     | 150, North Wells Street, sur le côté ouest du Loop                                                                                         | 1er juillet 1995, remplacée par la station Washington/Wells                                  |

## Les projets sur le Loop
Les stations Madison/Wabash et Randolph/Wabash font l'objet de projets afin de les supprimer toutes les deux et de construire une nouvelle station plus fonctionnelle.
Cela permettra aussi de limiter le nombre de stations à deux sur le côté est du Loop comme sur ses autres flancs. La nouvelle station se situera au-dessus du croisement de Washington Street et Wabash Avenue, elle portera vraisemblablement le nom: Washington/Wabash. Madison/Wabash sera la première station fermée tandis que Randolph/Wabash restera en fonction jusqu'à l'ouverture de la nouvelle station. Les détails du projet seront déterminés une fois la conception terminée et les travaux en attente de financement, devraient débuter en 2017.